# Henri Bartholomeeusen
Henri Bartholomeeusen (Ukkel, 1954) is een Belgisch advocaat.

## Levensloop
Henri Bartholomeeusen studeerde rechten aan de Université libre de Bruxelles. Als student richtte hij de Cercle des Étudiants Européens d' l'ULB op. In 1979 werd hij advocaat-stagiair aan de balie te Brussel, waar hij sinds 1983 ingeschreven is. In 1988 richtte hij het kantoor Bartholomeeusen & Associés op.
Hij is lid van de Sanctiecommissie van de Nationale Bank van België en bestuurder van de Stichting Henri La Fontaine en de Stichting voor Morele Bijstand aan Gevangenen. In 2014 volgde hij Pierre Galand op als voorzitter van het Centre d'Action Laïque, een koepel van Belgische Franstalige vrijzinnige verenigingen. Véronique De Keyser volgde hem in 2020 op. Als vrijzinnige komt hij meermaals in de publieke media. Hij ging onder meer in debat met kardinaal Godfried Danneels, bisschop van Doornik Guy Harpigny en islamoloog Tariq Ramadan.
Van 2005 tot 2008 was hij grootmeester van het Grootoosten van België. Van 2005 tot 2011 was hij ook voorzitter van het Belgisch Museum van de Vrijmetselarij.